# Jewhen Skomoroch
Jewhen Skomoroch (ukr. Євген Скоморох; ur. 3 stycznia 1984 w Kijowie) – ukraiński wioślarz.

## Osiągnięcia
- Mistrzostwa Świata U-23 – Hazewinkel 2006 – czwórka bez sternika wagi lekkiej – 13. miejsce[1].
- Mistrzostwa Świata – Monachium 2007 – czwórka bez sternika wagi lekkiej – 20. miejsce[1].
- Mistrzostwa Europy – Poznań 2007 – czwórka bez sternika wagi lekkiej – 6. miejsce[1].